# Verschil tussen groente en fruit

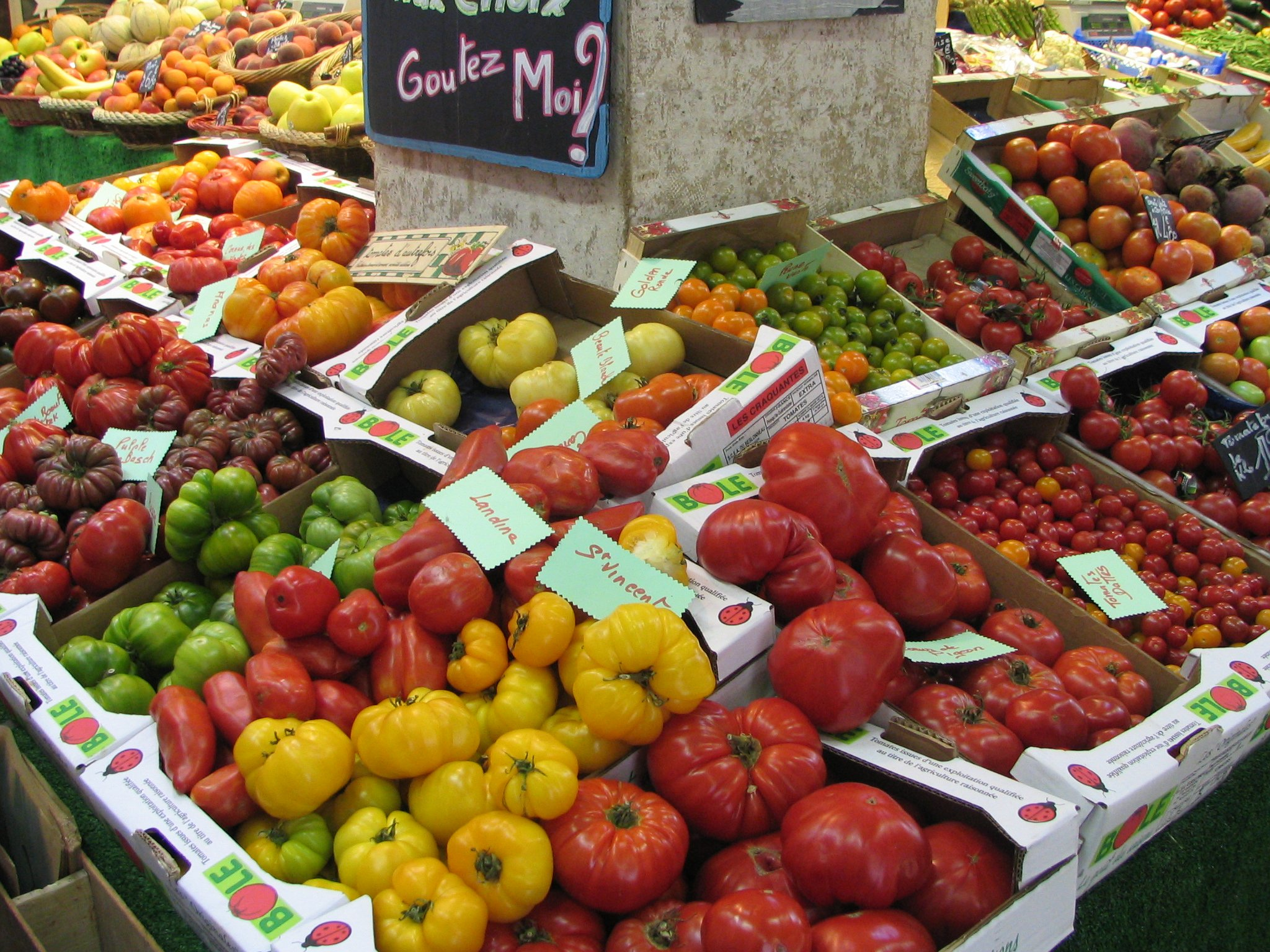
Tomaat: groente of fruit?

Het verschil tussen groente en fruit is niet eenduidig. Fruit is een verzamelnaam voor eetbare vruchten, maar sommige vruchten worden ook als groente beschouwd.
Onder fruit kan bijvoorbeeld worden verstaan alle suikerhoudende eetbare vruchten die rauw gegeten kunnen worden. Groente omvat dan alle andere eetbare delen van planten. Maar soms worden vruchten gezien als groente, ook als ze rauw gegeten kunnen worden zoals de tomaat en de komkommer. De tomaat bevat bovendien suiker.
Hierna volgt een omschrijving van de indeling in groente of fruit vanuit verschillende gezichtspunten.

## Tuinbouwkundig
Alles wat aan een kruidachtige plant groeit is volgens de tuinbouwkundige definitie groente, terwijl alles wat aan een houtachtige plant groeit volgens deze definitie fruit is. Dit is een belangrijk criterium om bijvoorbeeld de tomaat niet als fruit maar als groente te beschouwen. Deze definitie is echter niet eenduidig, omdat sommige vruchten van kruidachtige planten zonder houtachtige delen toch tot het fruit worden gerekend, zoals de aardbei en de banaan. Een ander voorbeeld is de ananaskers, die aan een kruidachtige plant groeit en verwant is aan de tomaat en de aubergine, maar die toch tot het fruit wordt gerekend.
Een striktere indeling zou kunnen zijn dat groente aan eenjarige planten groeit (of dat de plant verloren gaat bij het gebruik, bijvoorbeeld wortels) en fruit aan meerjarige. Dit heeft wel tot gevolg dat de avocado als fruit beschouwd moet worden, maar dergelijke uitzonderingen zijn niet talrijk.
De suikermeloen en watermeloen groeien beiden aan een eenjarige kruidachtige plant. Deze vruchten worden bij gebruik van bovenstaande indelingen als groente beschouwd (net zoals alle andere eetbare vruchten van planten uit de komkommerfamilie).

## Plantkundig
Noch groente noch fruit zijn plantkundige termen. Wel is het zo dat "fruit" vrijwel uitsluitend betrekking heeft op vruchten en schijnvruchten, terwijl groente betrekking kan hebben op alle eetbare delen van een plant, zoals de stengels en bladeren.
Volgens deze definities behoren de tomaat, komkommer, avocado en aubergine tot fruit.

## Culinair
Het verschil tussen groente en fruit is in culinair opzicht niet zozeer welk plantendeel het betreft, maar of het bij de hoofdmaaltijd dan wel als nagerecht of los van een maaltijd wordt gegeten. In het eerste geval spreekt men van groente, in het tweede geval van fruit.
Twijfelgevallen zijn bijvoorbeeld de tomaat en de komkommer, vruchten die culinair meestal tot de groenten wordt gerekend. Voor de rabarber geldt juist het omgekeerde: rabarber is geen vrucht en heeft de verschijningsvorm van een groente, maar wordt ook als fruit verwerkt in zoete gerechten. Ook bij de aardappel (eigenlijk een knollensoort) is sprake van twijfel; deze wordt meestal tot groenten gerekend, maar soms ook als aparte categorie gezien.
In 1893 besliste het Amerikaanse Hooggerechtshof in het proces Nix vs. Hedden dat de vrucht van de tomaat wettelijk als groente (en niet als fruit) moet worden beschouwd. Het proces was aangespannen in verband met de verschillende belastingtarieven die golden voor groente en fruit. Hierbij dient te worden aangemerkt dat de Engelse taal geen onderscheid kent tussen de begrippen "vrucht" en "fruit".

## Cultureel
Het verschil tussen groente en fruit is vaak cultureel en taalkundig bepaald. Hierbij vormt gewenning een belangrijk onderdeel. Sommige culturen onderscheiden niet alleen tussen groente en fruit, maar hebben ook aparte categorieën voor eetbare bloemen en kruiden, die vaak worden gebruikt in culinaire en medicinale toepassingen.
Bovendien zijn er nog andere indelingen mogelijk. Waar in het Nederlands kortweg van fruit wordt gesproken, heeft men het bijvoorbeeld in Scandinavië vaak over fruit en bessen, waarbij bessen als een belangrijke, min of meer aparte groep worden beschouwd.